# 弗拉克斯塔德島

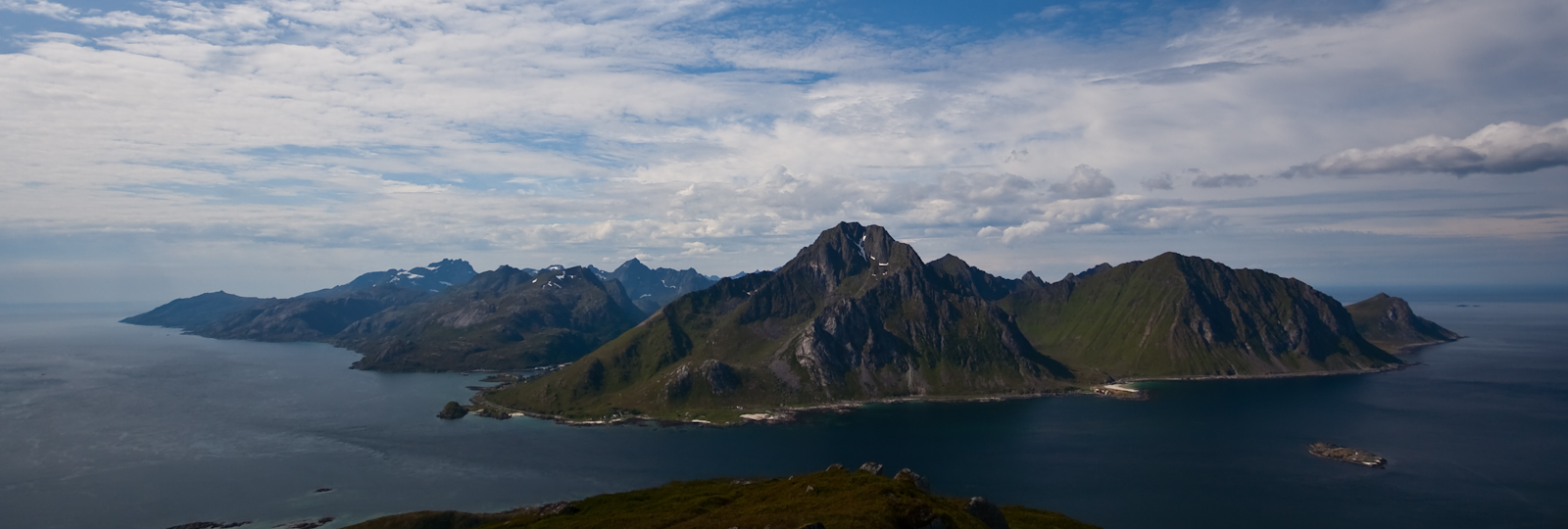

弗拉克斯塔德島是挪威的島嶼，位於北冰洋，屬於羅弗敦群島的一部分，由諾爾蘭郡負責管轄，長20公里、寬8.5公里，面積110平方公里，最高點海拔高度931米。

弗拉克斯塔德島 - Flakstadøy
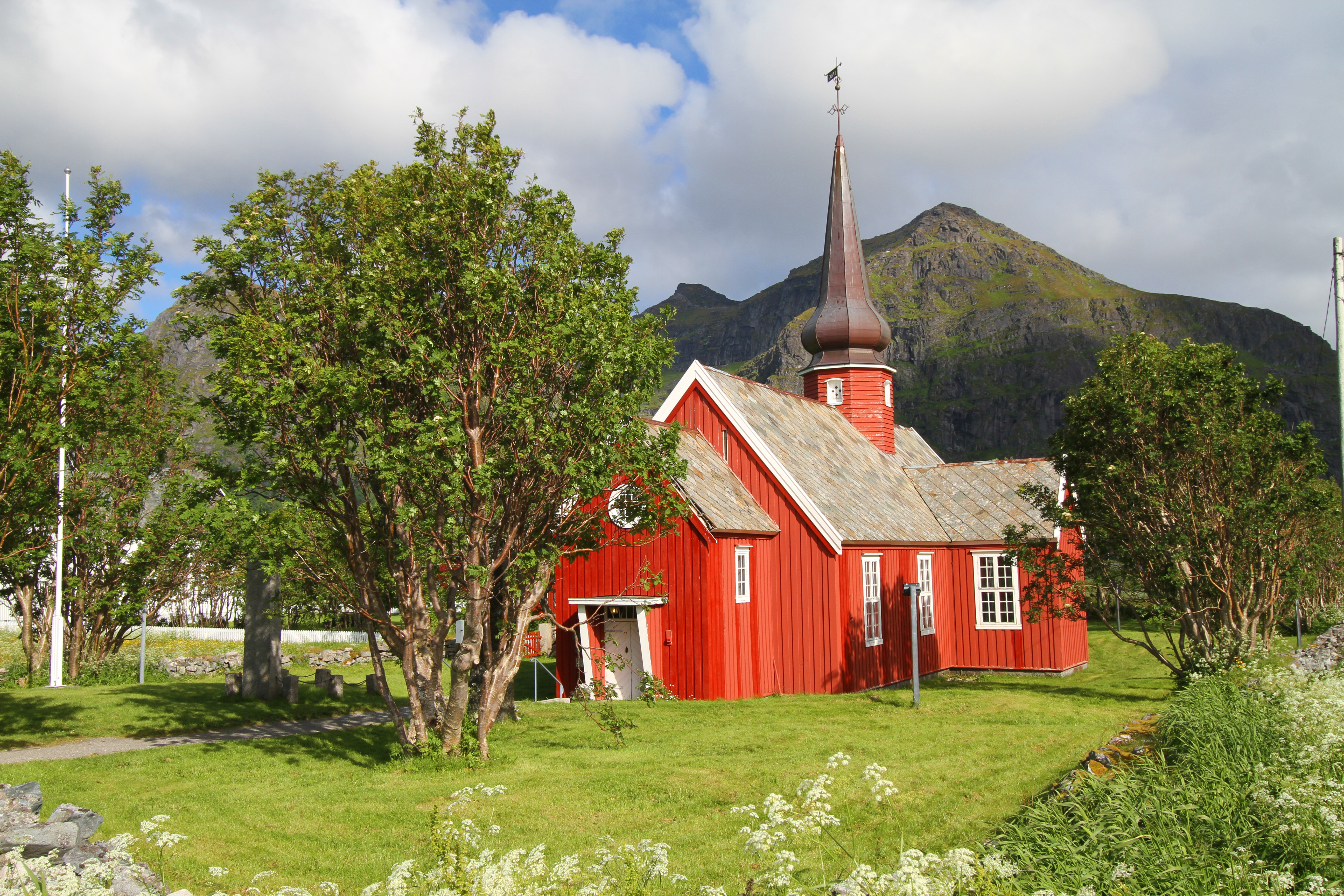
Flakstad
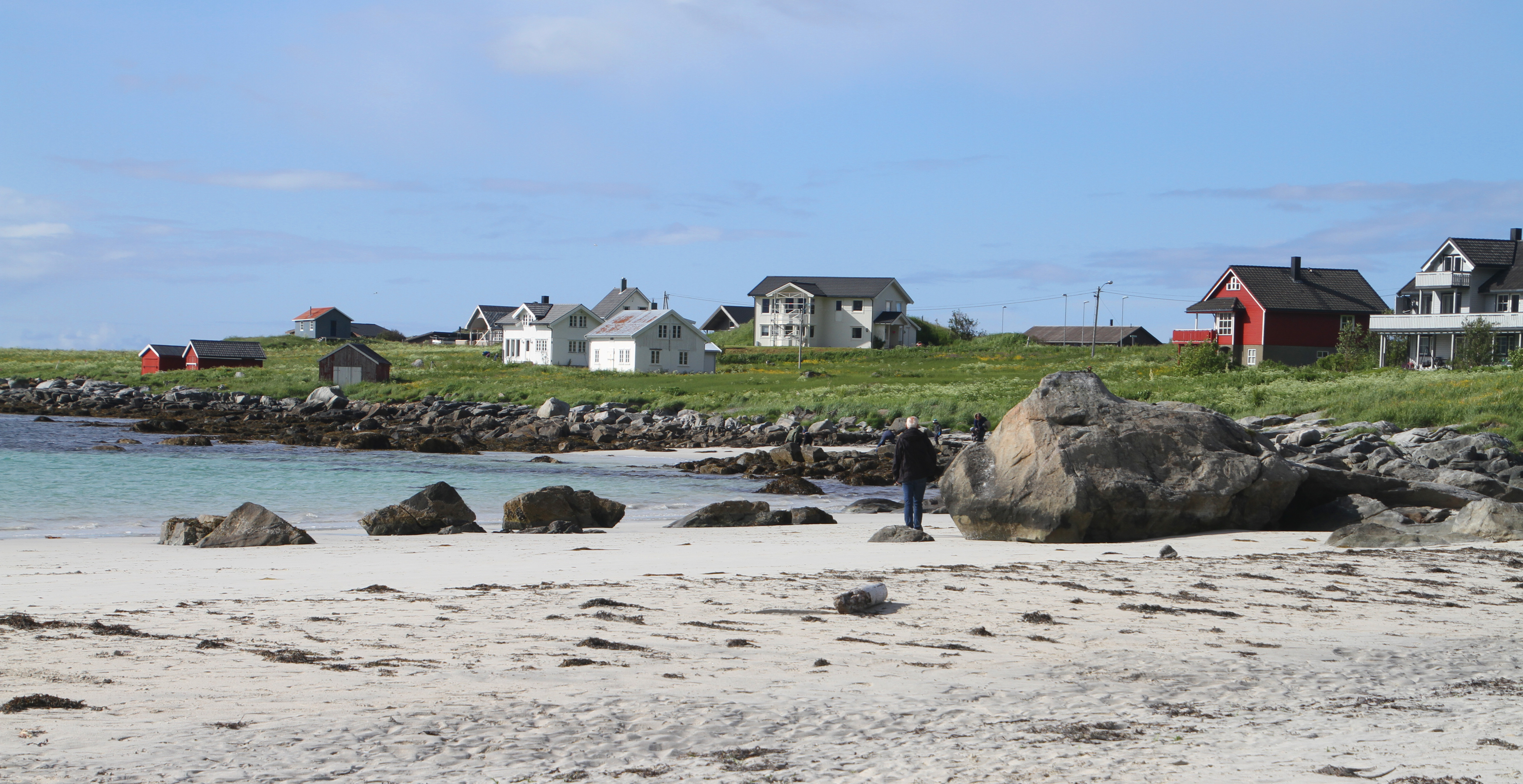
Ramberg
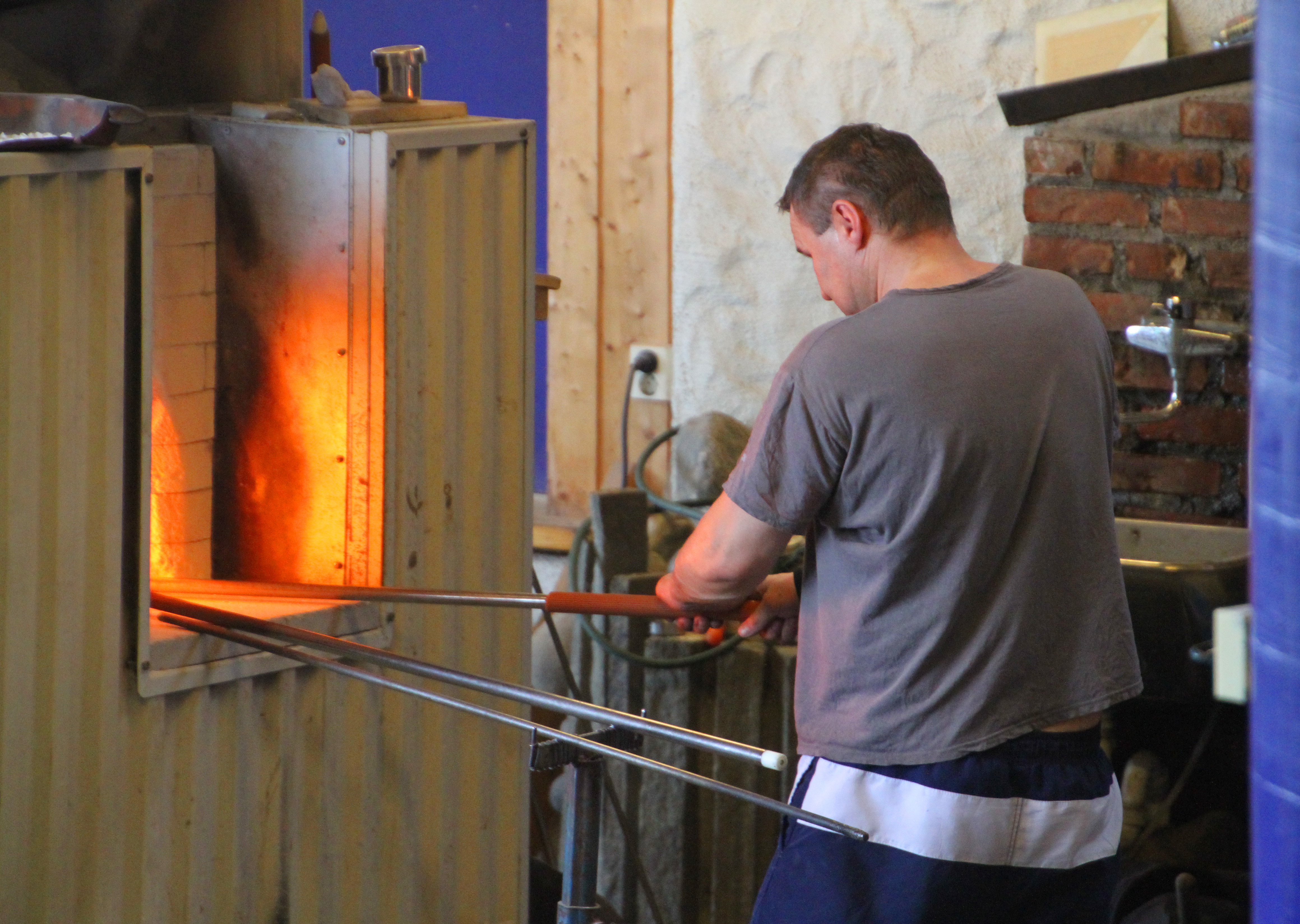
Vikten
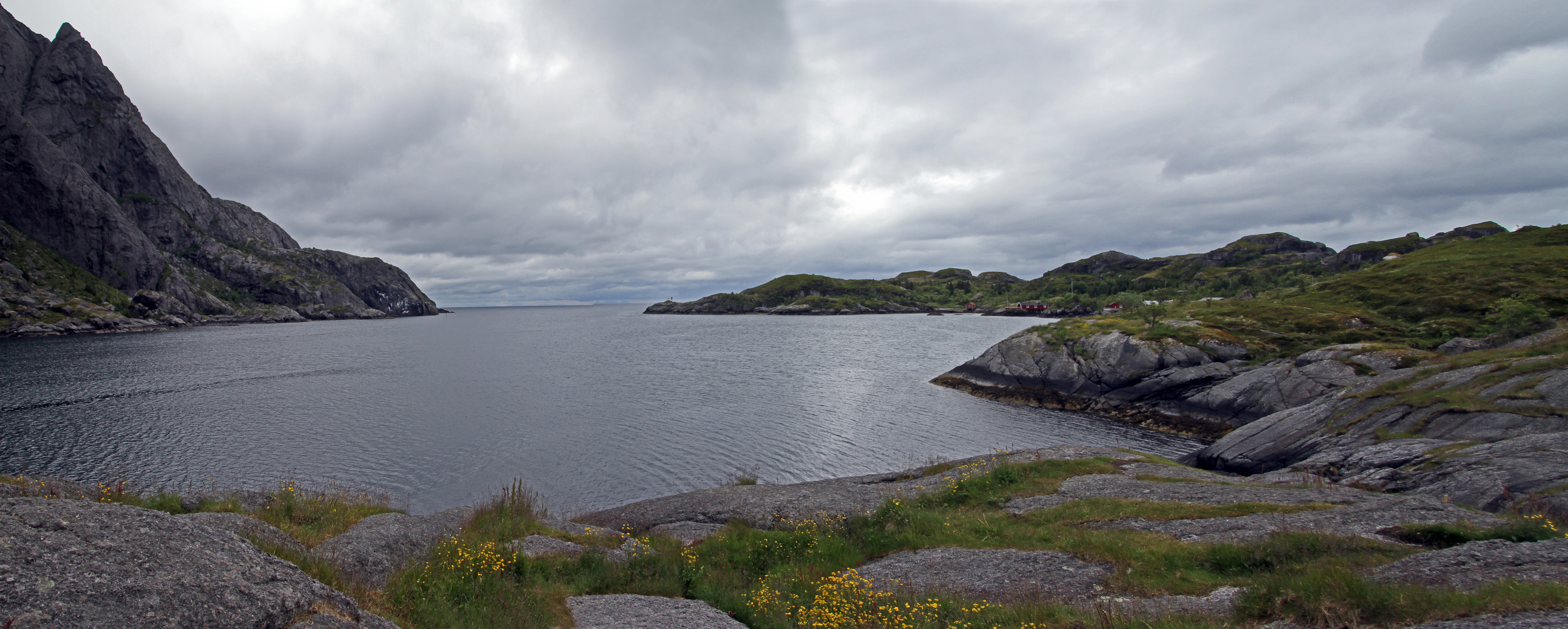
Bottelvika
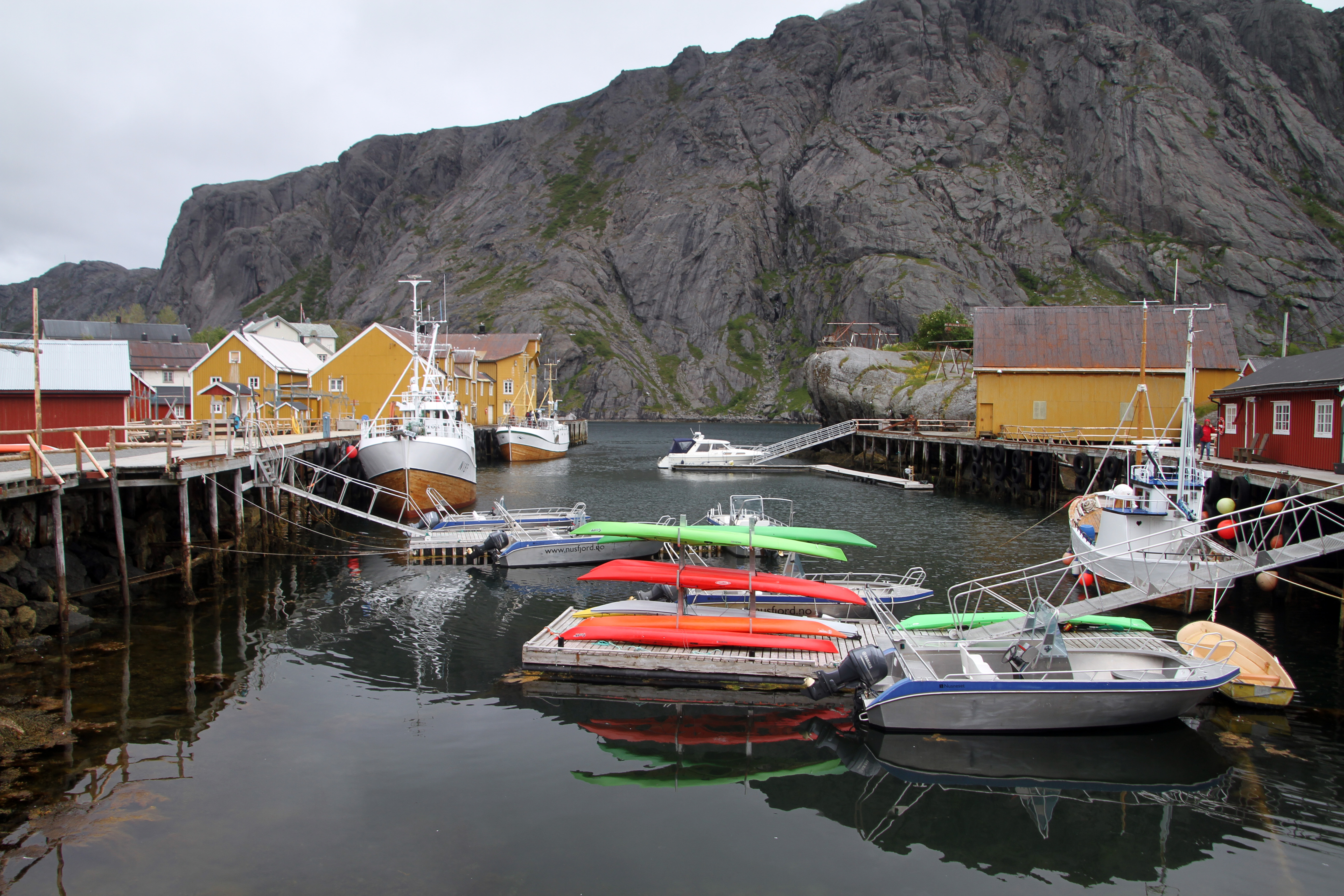
Nusfjord
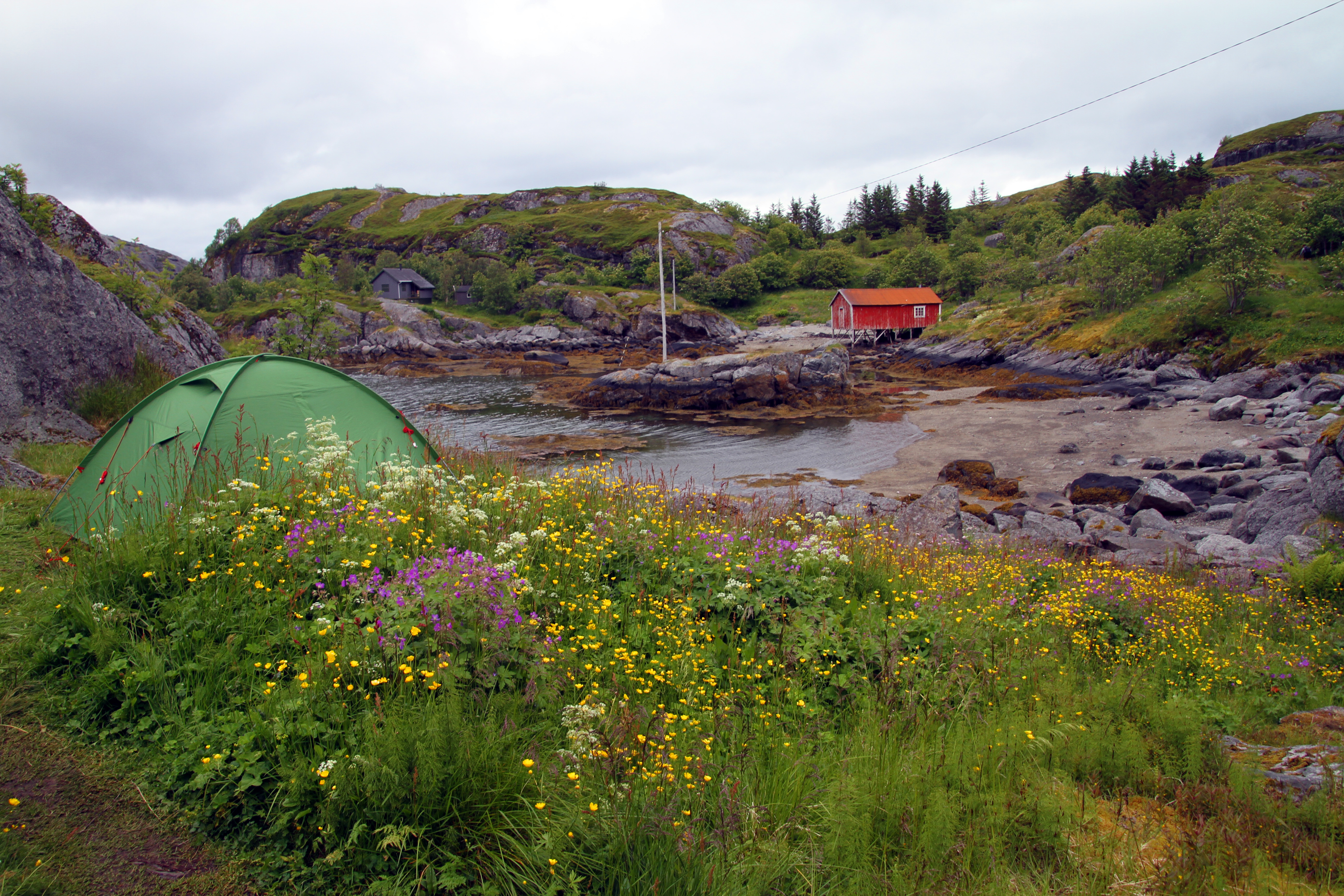
Nusfjord